# Szaragi (rejon głębocki)
Szaragi (biał. Шарагі; ros. Шараги) – wieś na Białorusi, w obwodzie witebskim, w rejonie głębockim, w sielsowiecie Podświle.

## Historia
W czasach zaborów wieś w gminie Głębokie, w powiecie dzisieńskim, w guberni wileńskiej Imperium Rosyjskiego.
W latach 1921–1945 wieś leżała w Polsce, w województwie wileńskim, w powiecie dziśnieńskim, w gminie Głębokie, od 1929 roku w gminie Hołubicze.
Według Powszechnego Spisu Ludności z 1921 roku zamieszkiwało tu 260 osób, 6 było wyznania rzymskokatolickiego, 254 prawosławnego. Jednocześnie 5 mieszkańców zadeklarowało polską przynależność narodową, 255 białoruską. Były tu 52 budynki mieszkalne. W 1931 w 56 domach zamieszkiwało 288 osób.
Wierni należeli do parafii rzymskokatolickiej w Głebokiem i prawosławnej w Kowalach. Miejscowość podlegała pod Sąd Grodzki w Głębokiem i Okręgowy w Wilnie; właściwy urząd pocztowy mieścił się w Głębokiem.
W wyniku napaści ZSRR na Polskę we wrześniu 1939 miejscowość znalazła się pod okupacją sowiecką. 2 listopada została włączona do Białoruskiej SRR. Od czerwca 1941 roku pod okupacją niemiecką. W 1944 miejscowość została ponownie zajęta przez wojska sowieckie i włączona do Białoruskiej SRR.
Od 1991 w składzie niepodległej Białorusi.